# Gluconato cálcico
El gluconato de calcio o gluconato cálcico es una sal de calcio y ácido glucónico indicado como suplemento mineral.

## Indicaciones

### Hipocalcemia
El gluconato de calcio en disolución al 10 % es la presentación del calcio más utilizado en el tratamiento de la hipocalcemia. Esta forma de gluconato de calcio es superior al del lactato de calcio, aunque sólo contiene 0,93 % (930 mg/100 ml) de iones de calcio.

### Sobredosis de sulfato de magnesio
El gluconato de calcio también se utiliza para contrarrestar una sobredosis de sulfato de magnesio, que a menudo se administra a mujeres embarazadas para prevenir profilácticamente las convulsiones, como en las pacientes diagnosticadas con preeclampsia. El sulfato de magnesio también se da a las mujeres embarazadas que están experimentando un parto prematuro con el fin de disminuir o detener las contracciones uterinas. El exceso de sulfato de magnesio resulta en una toxicidad que provoca tanto la depresión respiratoria como la pérdida de los reflejos tendinosos profundos (hiporreflexia). El gluconato de calcio por vía intravenosa es el antídoto para tal toxicidad por sulfato de magnesio. 

### Quemaduras por ácido fluorhídrico
Los preparados en gel de gluconato de calcio como base principal se utilizan para tratar las quemaduras causadas por el ácido fluorhídrico.

### Hiperpotasemia
El gluconato de calcio también se usa como agente cardioprotector en casos de hiperpotasemia. Aunque no tiene un efecto sobre los niveles de potasio en la sangre, reduce la excitabilidad de los cardiomiocitos reduciendo así la probabilidad de desarrollar trastornos del ritmo cardíaco.

## Efectos secundarios
Los efectos secundarios de la administración de gluconato de calcio incluyen náuseas, estreñimiento y malestar estomacal. La extravasación de gluconato de calcio puede conllevar celulitis. También se ha informado de que esta forma de calcio aumenta el flujo plasmático renal, la diuresis, natriuresis, la tasa de filtrado glomerular, la prostaglandina E2 y los niveles de alfa-F1.
La inyección intravenosa muy rápida de gluconato de calcio puede causar vasodilatación, trastornos del ritmo cardíaco, disminución de la presión arterial y bradicardia. Las inyecciones intramusculares pueden dar lugar a necrosis local y formación de abscesos.
Debe evitarse la interacción con el bicarbonato de sodio y el sulfato de magnesio, ya que estos pueden precipitar si se mezclan en el mismo frasco.